# Удан (Ивелин)
Уда́н (фр. Houdan) — коммуна во Франции в департаменте Ивелин региона Иль-де-Франс. Входит в состав округа Мант-ла-Жоли, кантона Боньер-сюр-Сен (фр.).

## История

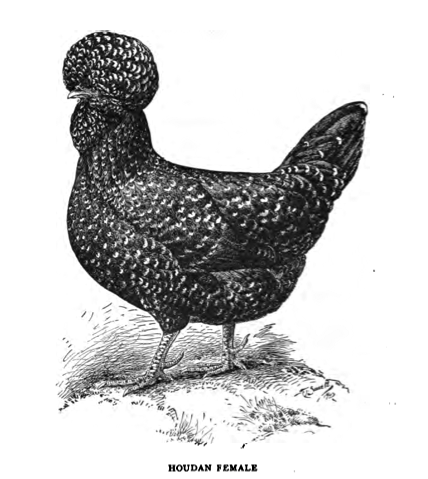
Гуданка

Название коммуны происходит от саксонского hoding, что означает «поселение на холме». Удан стал заселяться с V века н. э. и с 1000 года стал крупным поселением. К XII веку здесь уже были построены две церкви и замок.
Форма города и его расположение на возвышенности придают ему стратегическое положение, которое использовали лорды ивелинского города Монфор-л'Амори. Во время войны с королем Англии лорд Амори III воздвиг каменную темницу вместе с укрепленной городской стеной. С этого момента Удан становится крупным городом и известным торговым центром. 
Во время Столетней войны город переходил из рук в руки и часто подвергался грабежам, вследствие чего он был разрушен: сохранилась только крепость XII века. После войны городом до 1475 года правили англичане.
В XVI веке городские укрепления были расширены, и они сохранились до наших дней.
Удан также был важным рынком птицы в Париже. Порода курицы гудан названа в честь города. Порода декоративна, но ее также используют из-за мяса и белых яиц.

## Города-побратимы
- Пангборн, Великобритания[5]
- Баила, Сенегал.